# George Lippard

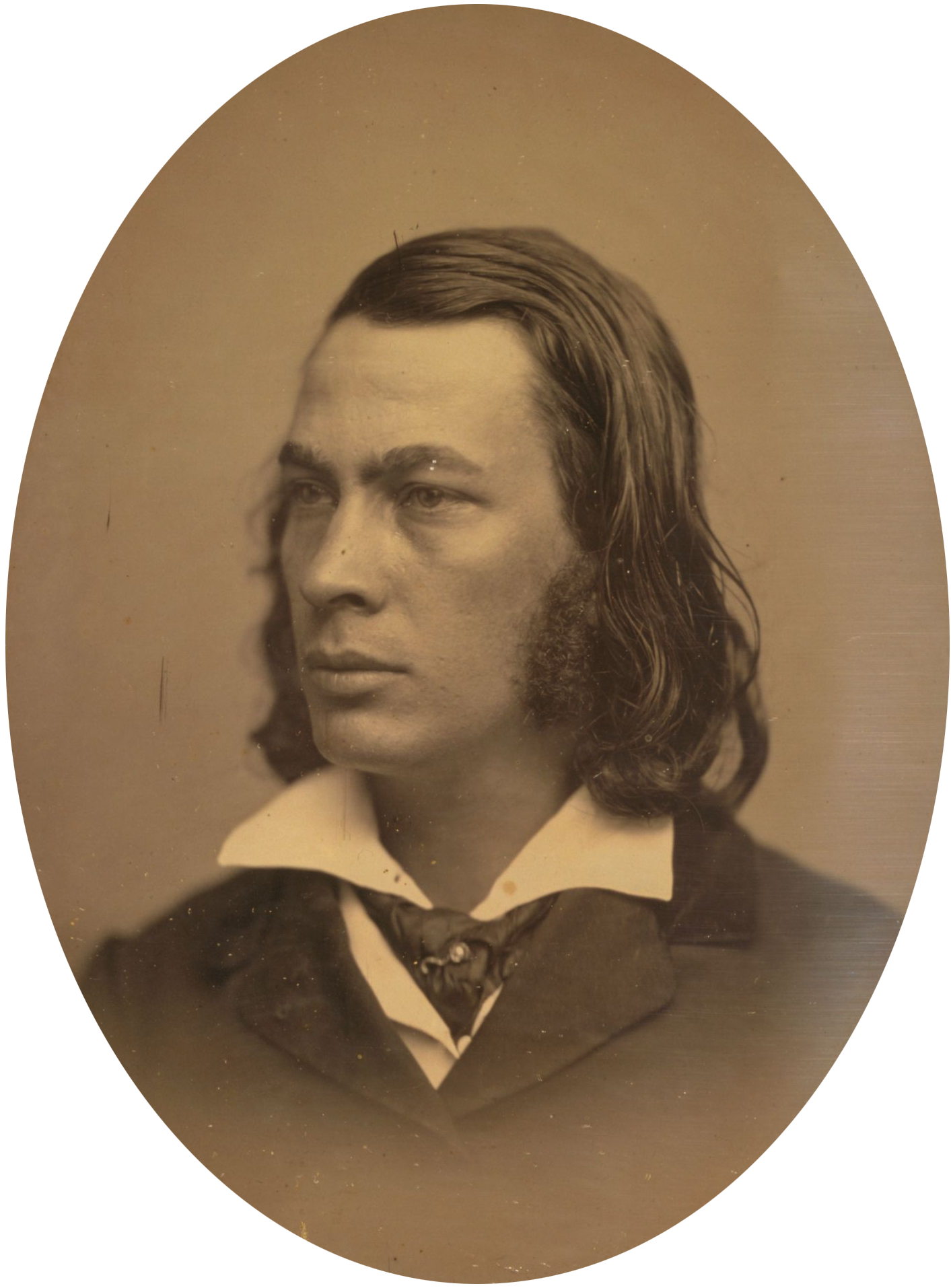
George Lippard (um 1850)

George Lippard (geboren am 10. April 1822 in West Nantmeal Township, Chester County, Pennsylvania; gestorben am 9. Februar 1854 in Philadelphia) war ein amerikanischer Sozialreformer und Schriftsteller. Mit zahlreichen sensationalistischen Romanen und Kurzgeschichten wurde er zu Lebzeiten zu einem der meistgelesenen Autoren der USA, heute ist er jedoch in Vergessenheit geraten.

## Leben und Werk
George Lippard wurde als Sohn eines Farmers im ländlichen Pennsylvania geboren. Nach einem Arbeitsunfall war sein Vater erwerbsunfähig, verkaufte seinen Hof und zog nach Philadelphia. George und seine Schwestern wuchsen in ärmlichen Verhältnissen bei ihren deutschsprachigen Großeltern in Germantown auf. Später besuchte er Schulen in Philadelphia und Rhinebeck (New York). Eine Ausbildung zum methodistischen Priesteramt brach er ab, ebenso ein Rechtsstudium. Schließlich wurde er Journalist bei der in Philadelphia ansässigen Zeitung Spirit of the Times. Mit scharfzüngigen Kommentaren und lebhaften Berichten über Kriminal- und Gerichtsfälle machte er sich bald einen Namen und begann 1842 mit der in der renommierten Saturday Evening Post veröffentlichten ersten Kurzgeschichte Philippe de Agramont seine schriftstellerische Laufbahn.
Sein Erstling The Ladye Annabel (1844) war ein Schauerroman, der keines der Klischees – Hexerei, Folterkeller, Geheimgesellschaften, Alchemie – dieses Genres ausließ, diese aber in besonders drastischer Manier schilderte. Berühmt wurde er mit seinem zweiten Roman The Monks of Monk Hall (1845), in dem er in ebenso greller Manier die Verfehlungen der besseren Gesellschaft Philadelphias „bloßstellte“, deren Mitglieder sich darin in Morden, Vergewaltigungen und heidnischen Geheimritualen ergehen. Die pornografischen Qualitäten des Buches stellte Lippard hier in den Dienst seiner weltanschaulichen Überzeugungen, nach denen sich die Industriekapitalisten der Oberschicht in einer Verschwörung zusammengeschlossen hätten, um die einfachen Fabrikarbeiter in die Sklaverei zu zwingen. The Monks of Monk Hall verkaufte sich ausnehmend gut, allerdings waren die meisten verkauften Exemplare Raubdrucke. Bis heute ist dieses Werk vor allem unter dem Titel The Quaker City bekannt, wie es als eine dieser illegalen Ausgaben betitelt war.
In den folgenden Jahren schrieb Lippard eine große Zahl von Kurzgeschichten und historische Romane, die sich jedoch weniger nach geschichtlichen Tatsachen als nach Lippards utopischen Idealen richteten. Auch sie waren ungemein populär und gingen teils sogar in die amerikanische Folklore ein – so vor allem die Geschichte „The Fourth of July, 1776“ (heute unter dem Titel Ring, Grandfather, Ring). Der darin geschilderte Umstand, die Liberty Bell wäre am Tag der amerikanischen Unabhängigkeitserklärung so lange geläutet worden, bis die Glocke gesprungen sei, wird bis heute oftmals fälschlich für eine historische Tatsache gehalten.
Frank T. Zumbach schreibt in seiner Edgar-Allan-Poe-Biographie, Lippard sei 1841 in der Kulturszene Philadelphias „der vielleicht größte Sonderling von allen“: er „lebte in einem verfallenen, unbewohnten Haus aus der Revolutionszeit in einem Randbezirk der Stadt, in dessen leeren Stockwerken Obdachlose die Nacht verbrachten, und schilderte die ehrwürdige Quäkerstadt stets als Schauplatz schändlichster Verworfenheit, geheimer Orgien und haarsträubender Verbrechen“.
1850 gründete Lippard die Geheimgesellschaft Brotherhood of the Union, die sich der Durchsetzung sozialer Reformen, insbesondere der Besserung der Lebensverhältnisse der Fabrikarbeiter verschrieb. Diese Organisation erfreute sich sogar einigen Zulaufs und soll um 1917 30.000 Mitglieder gehabt haben. Lippards letzte Jahre verliefen jedoch tragisch. 1847 heiratete er Rose Newman und zeugte mit ihr zwei Kinder, die beide im Säuglingsalter starben. Seine Frau starb 1851. Lippard starb 1854 in Philadelphia an Tuberkulose.

## Werke
- The Ladye Annabel; or, The Doom of the Poisoner (1844)
- The Quaker City; or, The Monks of Monk-Hall (1845)
- The Nazarene (1846)
- Blanche of Brandywine (1846)
- Legends of Mexico (1847)
- Memoirs of a Preacher (1849)
- Washington and His Generals (1847)
- Paul Ardenheim, the Monk of Wissahikon (1848)
- Washington and His Men: A New Series of Legends of the Revolution (1849)
- The Killers: A Narrative of Real Life in Philadelphia (1850). Neuausgabe, hrsg. von Matt Cohen und Edlie L. Wong: University of Pennsylvania Press, Philadelphia 2014, ISBN 978-0-8122-4624-7.
- The Empire City (1850)
- Thomas Paine, Author-Soldier of the American Revolution (1852)
- New York: Its Upper Ten and Lower Million (1853)
- David S. Reynolds (Hrsg.): George Lippard, Prophet of Protest: Writings of an American Radical, 1822-1854. Peter Lang, Frankfurt am Main und New York 1986, ISBN 0820402745.

## Sekundärliteratur
- John Bell Bouton: The Life and Choice Writings of George Lippard. H. H. Randall, New York 1855.
- Timothy Helwig: Denying the Wages of Whiteness: The Racial Politics of George Lippard's Working-class Protest. In: American Studies 47:3/4, 2006, S. 87–111.
- Dustin Kennedy: Revising the Public Sphere: George Lippard, Class, and US Nationalism. In: ESQ 59:4, 2013, S. 585–617.
- David S. Reynolds: Beneath the American Renaissance: The Subversive Imagination in the Age of Emerson and Melville. Knopf, New York 1988, ISBN 039454448X.
- David S. Reynolds: George Lippard. Twayne, Boston 1982, ISBN 0805773509 (= Twayne's United States Authors Series 417).
- David S. Reynolds: Radical Sensationalism: George Lippard in His Transatlantic Contexts. In: Jennifer Phegley et al. (Hrsg.): Transatlantic Sensations. Ashgate, Aldershot und Burlington, VT 2012, S. 77–96.
- Mary Unger: ‚Dens of Iniquity and Holes of Wickedness‘: George Lippard and the Queer City. In: Journal of American Studies 43:2, 2009, S. 319–39.
- Nathaniel Williams: George Lippard's Fragile Utopian Future and 1840s American Economic Turmoil. In: Utopian Studies 24:2, 2013, S. 166–83.